# السوافير
السوافير وهي اسم لثلاث قرى: السوافير الشرقي، والسوافير الغربي، والسوافير الشمالي، تقع جميعها على بعد 6 كم إلى الجنوب الشرقي من أسدود، ذكرها الرومان باسم (شافير)، وفي الحروب الصليبية كانت تقوم مكانها قلعة زيوفير، في كل قرية من قرى السوافير جامع، ولهم جميعا مدرسة أنشئت عام 1922م، وتحيط بأراضيها أراضي قرى بيت دراس، وبيارتعبية، وعبدس، وجولس، وبيت عفا، وتل الترمس، والجلدية، وجسير، وكرتيا، وحتا، والقسطينة ،وتشكل هذه القرى زوايا مثلث قائم الزاوية في السوافير الغربي، وتقع السوافير الشرقي والغربي على طريق المجدل – يافا. بنيت القرى الثلاث فوق أرض السهل الساحلي على ارتفاع يناهز 50م عن سطح البحر، وفي أرض تنحدر من الجنوب الشرقي نحو الشمال الغربي انحداراً تدريجياً ،وتقع السوافير الشرقي على الضفة الشرقية لوادي قريقع الذي يرفد وادي صقرير في حين تقع السوافير الغربي على الجانب العربي من النوادي على بعد 500م. وأما السوافير الشمالي فتقع على الجانب الشمالي لوادي الجلدية الذي يرفد وادي قريقع، وتبعد عن كل من القريتين الأخريين مسافة 1000م.

## قرى السوافير
تقسم السوافير إلى قرى ثلاث هي:
1.السوافير الشرقية :
تبلغ مساحتها حوالي (13831)دونم (الأملاك العربية 13200دونم أي 95% الأملاك اليهودية 103دونم أي 1% أراضي مشاع 528دونم أي 4%) تبلغ مساحة القرية حوالي 40دونم وذلك عام 1922م .
أما عدد سكانها في سنة 1945 فيبلغ 970 نسمة جميعهم من المسلمين يملكون 147 بيتا، ومن أهم عائلاتها (حمدان، البحيصي، بدوان، عثمان، العمصي) وكان المختار حرب أحمد حمدان يمثل عائلة حمدان، والمختار أحمد أبو خضرة العمصي يمثل عائلة العمصي، والمختار زيدان جاد الله محمد البحيصي يمثل عائلة البحيصي .
وبالقرية مسجد تبرعت به عائلة إخميس، وبها بيارة الشوا بمساحة 103 دونم ، وبها كذلك بابور طحين ببيارة أبو رمضان، وبها الجسر ذو الأقواس .
2.السوافير الغربية :
تقع في جنوبي السوافير الشمالي وعلى نحو كيلو متر للغرب من السوافير الشرقية، وتبلغ مساحتها حوالي (7523) دونم (الأملاك العربية 7307دونم مشاع 216دونم) أما مساحة القرية فيبلغ حوالي 25دونم .
أما عدد سكانها سنة 1945م حوالي 1030 نسمة ، جميعهم من العرب المسلمين ، ومن عائلاتها (عفانة ، عطا الله ، الأعرج ، دبور) أما المختار فكان الحاج حسن محمد عفانة، ومحمد عطا الله .
وعدد منازلها 134 منزل مبنية من الطين والطوب وبعضها من الحجارة ، وتحتوي القرية على قطع رخامية، وأعمدة في مقام الشيخ محمد الباز، المدفون في جامع القرية، وأساسات وقطع أثرية ويمر بها خط السكة الحديدية المتجه إلى غزة، وبها أيضا مركز الشرطة.
3.السوافير الشمالية :
وتبلغ مساحتها حوالي (5861) دونم (الأملاك العربية 5166دونم الأملاك اليهودية 450دونم أراضي مشاع 245دونم) أما مساحة القرية فهو 21 دونم وكان مختارهم هو بهجت محمود إسماعيل، وشاكر يوسف عوض الله، وعدد سكانها سنة 1945 حوالي 680 نسمة جميعهم من المسلمين وبها مسجد خاص بها ومن أهم عائلاتها (إسماعيل، ناجي، عبد الجواد) وفي القرية مقبرة الأربعون شهيد (من الصالحين والأولياء) وبها أيضا 15 بئر .

## جذور وحياة سكان السوافير
ينحدر أهالي السوافير من أبيهم قحطان ثم كهلان ثم قضاعة ثم بلي ثم بكر ثم معمر ثم أحمد ، وبعض سكان السوافير هم من سيناء بمصر، والغور بالأردن، والبعض الآخر هم من مهاجري شبه الجزيرة العربية من مدينة ذمار شرق مدينة صنعاء بحوالي 80 كيلو مترا، ثم انتقلوا بعد ذمار إلى شمال الجزيرة العربية ثم إلى الأردن في الفحيص وماحص ثم إلى فلسطين في الخليل (في صميل) ثم إلى السوافير حيث انتشروا في أراضيها التي قسموها إلى 18 بلوك.
أما حياة السكان المعيشية واليومية فكانت بسيطة، إذ كانوا يقضون نهارهم في المزارع، يحرثون بالفأس ويبذرون البذور ويغرسون الاشتال، ثم يحصدون الحبوب والثمار، أما لياليهم فكانوا يقضونها على نور السراج (السولار أو الزيت) وكانت عملية البيع والشراء تتم عن طريق المقايضة، إذ كانت تندر العملات والنقود لديهم، وكانت الحمير هي وسيلة المواصلات الرئيسية لأهل القرية، والأكلة الشعبية الفتة والمفتول، والدبكة والسامر للأفراح الذي يستمر 15 يوم متواصلة، ومن ذريات السوافير عائلات كل من آل الكرد وعواد من بيت طيمة، والكرابلية من ترقوميا، وخميس من بيت نتيف، وطينة من بيت يعقوب.

## زراعة
تشتهر السوافير بزراعة الخضار والفاكهة بسبب خصوبة التربة وغزارة المياه وعذوبتها (عمق الآبار فيها حوالي 36-40 مترا) وكذلك بسبب غزارة الندى صيفًا.
ومن هذه الخضار والفواكه : الحنطة والشعير والعدس والكرسنة والفول والحمص والذرة والسمسم والزيتون والبطيخ والعنب والمشمش والتوت والتين واللوز والجميز والخضراوات والقطن، وكانت الزراعة البعلية هي عماد القرية في الزراعة.
أما الحيوانات والطيور التي تشتهر بها السوافير فهي الجمال والمواشي والجاموس والغنم والماعز والحمير.

## احتلال القرية
احتل الإنجليز قرية السوافير من أيدي العثمانيين عند منتصف ليلة 10 من تشرين ثاني عام 1917 أثناء الحرب العالمية الأولى بعد هزيمة العثمانيين.
أثناء الاحتلال البريطاني  شارك أهالي السوافير في الجهاد ضد البريطانيين واليهود، حيث شاركوا في ثورة سنة 1929، كما شاركوا في إضراب سنة 1936 الذي امتد 173 يوما .
وفي حين زود الإنجليز أهل القرية ثلاثة بنادق لحماية القرية، فقد زودوا اليهود بجميع أنواع الأسلحة والذخائر، فما كان من أهل القرية إلا أن اشتروا بعض قطع الأسلحة من أموالهم الخاصة ومن ذهب نسائهم، وهكذا شارك رجال السوافير في حماية أراضيهم من هجمات المستوطنين اليهود وكذلك من اللصوص المسلحين الذين هاجموا البلدة مرتين وردوهم على أعقابهم.
وفي فجر يوم 9 أيار 1948 قام مؤذن القرية للمسجد لآذان الفجر، فانطلقت الدبابات والمدافع الرشاشة ومدافع المورتر والهاون في كل اتجاه، تحصد كل من يقف بطريقها من الرجال والنساء والمساجد والمنازل، ثم اقتحم اللواء غفعاتي القرية خلال عملية باراك، وتم احتلال قرى السوافير الثلاثة في 18  أيار 1948 بعد أن استشهد الكثير من أهلها ومنهم أحمد عبد الهادي إبراهيم حمدان، ومحمد فارس صلاح حمدان، أحمد محمد أبو عيشة، وقد فر أهلها جهة الجنوب إلى بلدة حتا وبلدة الفالوجة المجاورتين للسوافير.
وفي 9 تموز 1948 صدرت الأوامر العربية إلى الكتيبة المصرية السادسة بقيادة جمال عبد الناصر لاستعادة القرية، نظم عبد الناصر مناورة استكشافية لموقع قرى السوافير، فاخترق صفوف العدو لهذه الغاية.
وبعد مهاجمة اليهود لقرية حتا والفالوجة وطرد أهلها، فر أهالي السوافير إلى الجنوب حتى وصلوا إلى جباليا وخانيونس ودير البلح، وبعد أن ضاق بهم العيش، رحل بعضهم إلى شرق الأردن للبحث عن لقمة العيش إلا أن معظمهم بقي في خانيونس ودير البلح.
لقد أقام اليهود على أنقاض قرية السوافير مستعمرات لهم منها: مستعمرة دغانيم ومركاز شابيرا سنة 1948م وعين تسوريم، وشافير ومسؤت يتسحاق سنة 1949م ، زراحيا سنة 1950م، نير بنيم سنة 1954م .
أما الآن فلم يبق أي أثر لمنازل القرية الأصلية حيث أقام اليهود أبنيتهم الجديدة بدلا من أبنيتها ومساجد أهلها الأصليين، ولم يبق من الآثار سوى مضخة مياه إسماعيل السوافيري وشجرة تين أبو وضحة وبستان البحيصي وجميزة البحيصي.